# 两头塘组
两头塘组（Liangtoutang Formation），又称为赖家组（Laijia Formation），为原赖家组a段，是位于中国浙江天台县西的上白垩世地层，1994年由浙江地矿局命名，属天台群。该组以紫红色的泥质砂岩、粉砂岩为主，夹玻屑凝灰岩等。其下与塘上组、上与赤城山组整合接触。

## 古生物发现
两头塘组发现了大量恐龙与恐龙蛋的化石遗骸：

### 恐龙
- 鸭嘴龙科（Hadrosauridae）
- 慢龙科（Segnosauridae）
- 棱齿龙科（Hypsilophodontidae）
- 越龙属（Yueosaurus）[5]

### 恐龙蛋
- 巨型长形蛋属（Macroelongatoolithus）
  - 张氏巨型长形蛋（Macroelongatoolithus zhangi）
  - 西峡巨型长形蛋（Macroelongatoolithus xixiaensis）
- 长形蛋属（Elongatoolithus）
  - 长形蛋（Elongatoolithus sp.）
  - 赖家长形蛋（Elongatoolithus laijiaensis）
  - 赤城山长形蛋（Elongatoolithus chichengshanensis）
  - 天台长形蛋（Elongatoolithus tiantaiensis）
- 蜂窝蛋属（Faveoloolithus）
  - 张氏蜂窝蛋（Faveoloolithus zhangi）
- 扁圆蛋属（Placoolithus）
  - 天台扁圆蛋（Placoolithus tiantaiensis）
- 树枝蛋属（Dendroolithus）
  - 树枝蛋（Dendroolithus sp.）
  - 双塘树枝蛋（Dendroolithus shuangtangensis）
  - 树枝树枝蛋相似种（Dendroolithus cf. dendriticus）
  - 淅川树枝蛋（Dendroolithus xichuanensis）
  - 国清寺树枝蛋（Dendroolithus guoqingsiensis）
- 副圆形蛋属（Paraspheroolithus）
  - 二连副圆形蛋（Paraspheroolithus irenensis）
  - 阳城副圆形蛋（Paraspheroolithus yangchengensis）
- 圆形蛋属（Spheroolithus）
  - 金村圆形蛋（Spheroolithus jincunensis）
  - 张头槽圆形蛋（Spheroolithus zhangtoucaoensis）
- 椭圆形蛋属（Ovaloolithus）
  - 椭圆形蛋（Ovaloolithus sp.）
- 棱柱形蛋属（Prismatoolithus）
  - 棱柱形蛋（Prismatoolithus sp.）
  - 湖口棱柱形蛋（Prismatoolithus hukouensis）